# Koninkrijk Hidjaz
Het koninkrijk Hidjaz was een land in het westen van het huidige Saoedi-Arabië. Het was een onafhankelijk koninkrijk van 1916 tot 1925, tot het werd veroverd door Abdoel Aziz al Saoed, de sultan van het sultanaat Nadjd. Van 1925 tot 1932 werd Hidjaz door Abdoel Aziz al Saoed in personele unie met Nadjd bestuurd onder de naam koninkrijk Nadjd en Hidjaz, waarna het geheel werd samengevoegd tot de nieuwe staat Saoedi-Arabië.

## Geschiedenis
Van 1201 tot 1925 heersten de verschillende sjariefen van Mekka, die tot de stam der Hasjemieten behoorden, over de Hidjaz. Weliswaar is het gebied ook tijdens de regering van de sjariefen een lange tijd Ottomaans geweest, maar de sultan had in deze uithoek van zijn rijk weinig te vertellen.
De laatste regerende sjarief, een lijnrechte afstammeling van de profeet Mohammed, was Hoessein ibn Ali. Na het Sykes-Picotverdrag liet hij zich in juni 1916 door zijn onderdanen uitroepen tot koning van Arabië. In 1920 werd het koninkrijk Hidjaz door de met het Ottomaanse Rijk gesloten Vrede van Sèvres internationaal erkend. In 1924, na de afschaffing van het kalifaat door de Turkse Republiek, riep Hoessein ibn Ali zich uit tot nieuwe kalief. Dat viel in de omgeving niet goed, en Hoessein werd verslagen en verdreven door Abdoel Aziz al Saoed, de leider van de anti-kaliefgezinde Saoedi's, die het Arabische schiereiland wilde verenigen tot een anti-kaliefstaat. Nadat hij de sjarief had verslagen, lukte dit en werd de Hidjaz opgenomen in het nieuwe koninkrijk Saoedi-Arabië, waarvan al Saoed koning werd.
Door de Hidjaz liep ooit de Hidjazspoorweg, die Damascus met Medina verbond, maar tussen die stad en Amman is de lijn niet meer in gebruik.

## Koningen
- Hoessein bin Ali (10 juni 1916 – 3 oktober 1924)
- Ali bin Hussein (3 oktober 1924 – 19 december 1925)